# Cristian Roldan
Cristian Roldan (ur. 3 czerwca 1995 w Artesii) – amerykański piłkarz pochodzenia gwatemalskiego i salwadorskiego występujący na pozycji środkowego lub prawego pomocnika, reprezentant Stanów Zjednoczonych, od 2015 roku zawodnik Seattle Sounders.
Piłkarzami są również jego młodszy brat Alex Roldán (występuje w reprezentacji Salwadoru) oraz kuzyn José Miguel Granadino (były zawodnik reprezentacji Salwadoru).

## Kariera klubowa
Roldan wychowywał się w mieście Pico Rivera w Kalifornii. Jest synem latynoskich imigrantów – jego ojciec pochodzi z Gwatemali, zaś matka z Salwadoru. Oboje wyjechali w latach 80. do Stanów Zjednoczonych, uciekając przed wojnami domowymi w tych krajach. Posiada dwóch braci, obydwoje są związani z piłką nożną; starszy Cesar jest trenerem przygotowania fizycznego (pracował m.in. w Colorado Rapids), a młodszy Alex jest piłkarzem. Kilku członków jego rodziny ze strony matki było zawodowymi piłkarzami w salwadorskim klubie CD FAS, a jego kuzyn José Miguel Granadino występował w reprezentacji Salwadoru. Treningi piłkarskie rozpoczynał już w wieku czterech lat, następnie trenował w młodzieżowym zespole Union Independiente i uczęszczał do El Rancho High School w Pico Rivera. Tam był wyróżniającym się zawodnikiem w skali krajowej – w 2012 roku wygrał z El Rancho rozgrywki Southern Section Division III, a sam został wybrany przez lokalny dziennik Daily News piłkarzem roku. W 2013 roku triumfował natomiast w Southern California Regional Championship (de facto mistrzostwach stanu), sam zaś otrzymał prestiżową nagrodę Gatorade Player of the Year dla najlepszego piłkarza w kraju na poziomie szkoły średniej.
W późniejszym czasie Roldan studiował na University of Washington w Seattle, występując w uczelnianej drużynie Washington Huskies. Już w 2013 roku został wybrany najlepszym uniwersyteckim piłkarzem pierwszego roku w kraju (Freshman of the Year) przez magazyn Soccer America, a w podobnej klasyfikacji specjalistycznego portalu Top Drawer Soccer zajął drugie miejsce. Odznaczono go również nagrodą dla najlepszego piłkarza z pierwszego roku konferencji Pacific-12 Conference (Pac-12). Wraz z ekipą triumfował również w rozgrywkach Pac-12. W 2014 roku znalazł się natomiast w drużynie NSCAA Third Team All-America, a także w NSCAA All-Far West Region Team, All-Pac-12 First Team oraz najlepszej uniwersyteckiej jedenastce rozgrywek według Top Drawer Soccer. Równocześnie występował w ekipie Washington Crossfire na czwartym poziomie rozgrywek – USL Premier Development League.
W styczniu 2015 Roldan podpisał umowę z programem Generation Adidas, a w tym samym miesiącu został wybrany w MLS SuperDraft (z szesnastego miejsca) przez Seattle Sounders FC. W Major League Soccer zadebiutował 8 marca 2015 w wygranym 3:0 spotkaniu z New England Revolution. Szybko wywalczył sobie pewne miejsce w składzie, tworząc w taktyce trenera Sigiego Schmida podstawowy duet środkowych pomocników z Osvaldo Alonso. Premierowego gola w najwyższej klasie rozgrywkowej strzelił 13 lipca 2016 w wygranej 5:0 konfrontacji z FC Dallas. W sezonie 2016 zdobył z Sounders mistrzostwo MLS (MLS Cup), jako kluczowy gracz środka pola imponując dobrą techniką, przeglądem pola oraz podaniami. W sezonie 2017 wywalczył natomiast tytuł wicemistrza MLS.

## Kariera reprezentacyjna
Za sprawą potrójnego obywatelstwa Roldan był uprawniony do gry dla reprezentacji Stanów Zjednoczonych, Gwatemali i Salwadoru. Wystąpił w kilku meczach towarzyskich amerykańskiej kadry do lat dwudziestu. W lipcu 2016 w jednym z wywiadów przyznał, iż w sprawie powołania kontaktowały się z nim federacje gwatemalska i salwadorska, jednak nie podjął ostatecznej decyzji odnośnie do reprezentowania barw narodowych.
W lipcu 2017 Roldan został powołany przez selekcjonera Bruce'a Arenę do reprezentacji Stanów Zjednoczonych na Złoty Puchar CONCACAF. Tam 12 lipca w wygranym 3:2 spotkaniu z Martyniką zadebiutował w dorosłej kadrze narodowej. Był to jego jedyny występ podczas tego turnieju – po fazie grupowej został zastąpiony w składzie przez Clinta Dempseya, zaś Amerykanie zdobyli wówczas Złoty Puchar, pokonując w finale Jamajkę (2:1).